# 줄리 스트레인

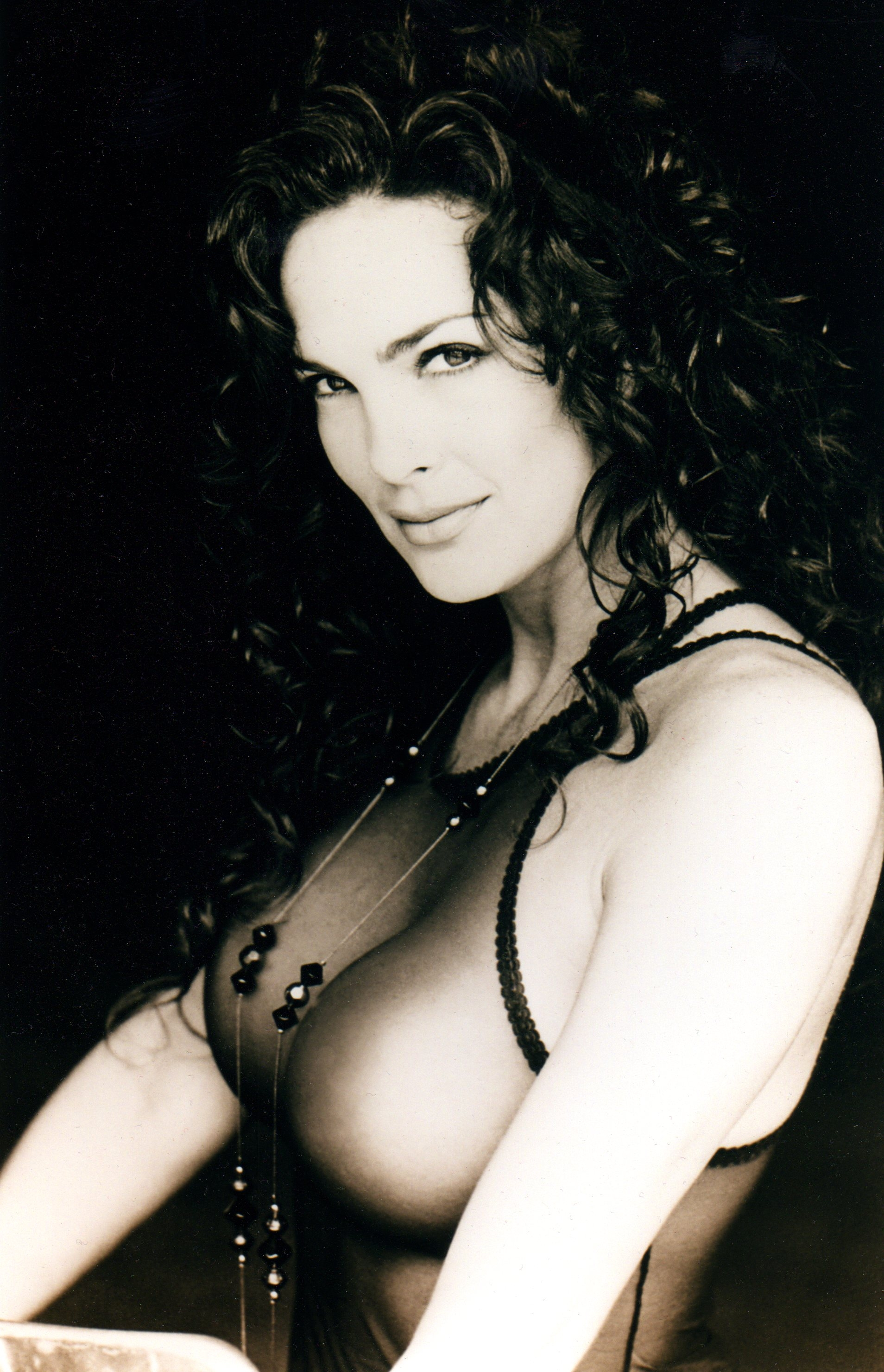

줄리 스트레인(Julie Strain, 1962년 2월 18일 ~ 2021년 1월 10일)는 미국의 배우, 모델, 글래머 모델, 성우, 영화 제작자이다.
콩코드에서 태어났으며 2021년 1월 10일 사망하였다.

## 출연 작품

### 영화
- 이블 에버 에프터 (2006년)
- 크래퍼 테일즈 (2004년)
- 버스 리타 (2003년) - 칼슨 역
- 델타델타 다이! (2003년)
- 블리드 (2002년) - 린다 역
- 13 에로틱 고스트 (2002년)
- 섹스 코트 (2001년)
- 몬스터 (2001년)
- 배틀퀸 2020 (2001년)
- 인디펜던트 (2000년)
- 톡식 어벤저 4 (2000년) - 본인 역
- 크레이지 인디펜던스데이 (2000년)
- 저주받은 정사 2 (1999년)
- 헤비 메탈 2 (1999년)
- 마사지 3 (1998년)
- Busted (1997)
- 비키니 호텔 (1997년)
- 건스 오브 엘 추파카브라 (1997년)
- 크레이지 인디펜던스데이 (1997년)
- 배반의 침실 (1997년)
- 다크 시크리트 (1997년)
- 방탕자들 (1996년)
- 살인 이중주 (1996년)
- 데이 오브 더 워리어 (1996년)
- 레드 타겟 (1996년)
- 모자이크 프로젝트 (1995년)
- 은밀한 관계 2 (1995년)
- 애욕의 네트워크 (1995년)
- 저주받은 정사 (1995년) - 에리카 역
- 비버리 힐스 캅 3 (1994년)
- 총알 탄 사나이 3 (1994년)
- 러브 바이츠 (1993년)
- 싸이코 캅 2 (1993년)
- 더블 에이전트 (1993년)
- 공포의 집 2 (1993년)
- 미러 이미지 (1992년)
- 와일드 엔젤 (1992, Bad Love)
- 위치크래프트 4 (1992년)
- 나이트 리듬 (1992년)
- 초보 영웅 컵스 (1992년)
- 란제리 3 (1991년)
- 더블 반담 (1991년)
- 프리티 마담 (1990년)